# Westraltrachia ampla
Westraltrachia ampla är en snäckart som beskrevs av Alan Solem 1984. Westraltrachia ampla ingår i släktet Westraltrachia och familjen Camaenidae. Inga underarter finns listade i Catalogue of Life.